# Piesczanyj (rejon sierafimowicki)
Piesczanyj (ros. Песчаный) – chutor w Rosji, w obwodzie wołgogradzkim, w rejonie sierafimowickim. W 2010 liczył 616 mieszkańców.